# Deszcz (film 2005)
Deszcz (hindi: बर्सात, urdu: برسات, Barsaat) – bollywoodzki dramat, wyreżyserowany w 2005 roku przez Suneela Darshana, twórcę Talaash: The Hunt Begins... oraz Więzy miłości. W rolach głównych występują: Bobby Deol, Bipasha Basu i Priyanka Chopra. Tematem filmu jest dramat miłości, w którą uwikłanych jest troje ludzi - miłości, w której najważniejsze jest poświęcenie się dla kochanej osoby. Film jest obroną konserwatywnych wartości rodziny oraz stałości małżeństwa, chociaż podkreśla też wartość niezależności kobiety, realizowaną także poprzez pracę zawodową. Ważnym motywem w tym filmie jest też konfrontacja dwóch światów: amerykańskiego i indyjskiego, wartości kariery przeciwstawionej wartości rodziny, oraz odnalezienie swojej tożsamości poprzez powrót do korzeni.
Film ma identyczny tytuł jak dwie inne bollywoodzkie produkcje: Barsaat (1949) z Raj Kapoorem w roli głównej, oraz Barsaat (1995), w którym również zagrał Bobby Deol, nagrodzony wówczas Nagrodą Filmfare za Najlepszy Debiut. Omawiany film to remake hollywoodzkiego filmu Sweet Home Alabama z 2002 roku.

## Fabuła
Arav Kapoor (Bobby Deol), Hindus pracujący w Ameryce jako mechanik samochodowy, marzy o karierze. Dla niej opuścił Indie i rodzinę. Jego marzenie się spełnia: zostaje doceniony jako konstruktor nowego typu samochodu, przez co ma szanse na dobrobyt i awans społeczny. Ułatwia mu to piękna dziewczyna Anna (Bipasha Basu). Oboje przypadkowo spotykają się kilkakrotnie. Dziewczyna odczytuje te przypadki jako przeznaczenie i zakochuje się w Arav'ie. On opiera się tej miłości, ale w końcu urzeczony jej urodą i urokiem zgadza się na ślub. Plany pokrzyżowała im nagła wieść o chorobie ojca Arava. Chłopak natychmiast wyjeżdża do Indii, lecz na miejscu okazuje się, że jego ojciec jest zdrów. Arav okłamał Annę - przed ślubem z ukochaną musi skonfrontować się ze swoją przeszłością. Wyjeżdżając do Ameryki wbrew swojej woli, po to aby spełnić pragnienie ciężko chorej babci, ożenił się z przyjaciółką z dzieciństwa Kajal (Priyanka Chopra). Kajal z radością spotyka wytęsknionego męża, natomiast Arav podaje jej... papiery rozwodowe do podpisu.

## Obsada
- Bobby Deol – Arav
- Bipasha Basu – Anna
- Priyanka Chopra – Kajal
- Farida Jalal – babcia Kajal
- Shakti Kapoor – Virvani, dziadek Anny

## Piosenki
1. „Nakhre”
2. „Yeh Jo Dil Hai”
3. „Pyaar Aaya”
4. „Aaja Aaja” – piosenka pendżabska
5. „Chori Chori”
6. „Maine Tumse Pyaar”
7. „Barsaat Ke Din”
8. „Saajan Saajan” – Bipasha Basu i Priyanka Chopra (razem)